# Tunnel Wiener Platz
Der Tunnel Wiener Platz ist ein Straßentunnel mit zwei Röhren im Zentrum der sächsischen Landeshauptstadt Dresden. Er unterquert den namensgebenden Wiener Platz sowie die Reitbahnstraße und die St. Petersburger Straße. Der Tunnel ist Teil des straßenseitigen 26er Rings um die Dresdner Innenstadt, verbindet die Ammonstraße mit der Wiener Straße bzw. der Sidonienstraße und bindet außerdem die unter dem Wiener Platz gelegenen Tiefgaragen und Andienungsbereiche benachbarter Gebäude verkehrlich an.

## Historische Situation
Der Wiener Platz nördlich des Dresdner Hauptbahnhofs war bereits vor dem Zweiten Weltkrieg ebenerdiger Kreuzungspunkt der Einfallstraße von Süden (Reichsstraße, heutige Fritz-Löffler-Straße), der ins Stadtzentrum führenden Prager Straße sowie der West-Ost-Verbindung aus Ammon- und Wiener Straße, sowohl für den motorisierten Verkehr und die Straßenbahn Dresden als auch für den Fußgängerverkehr.

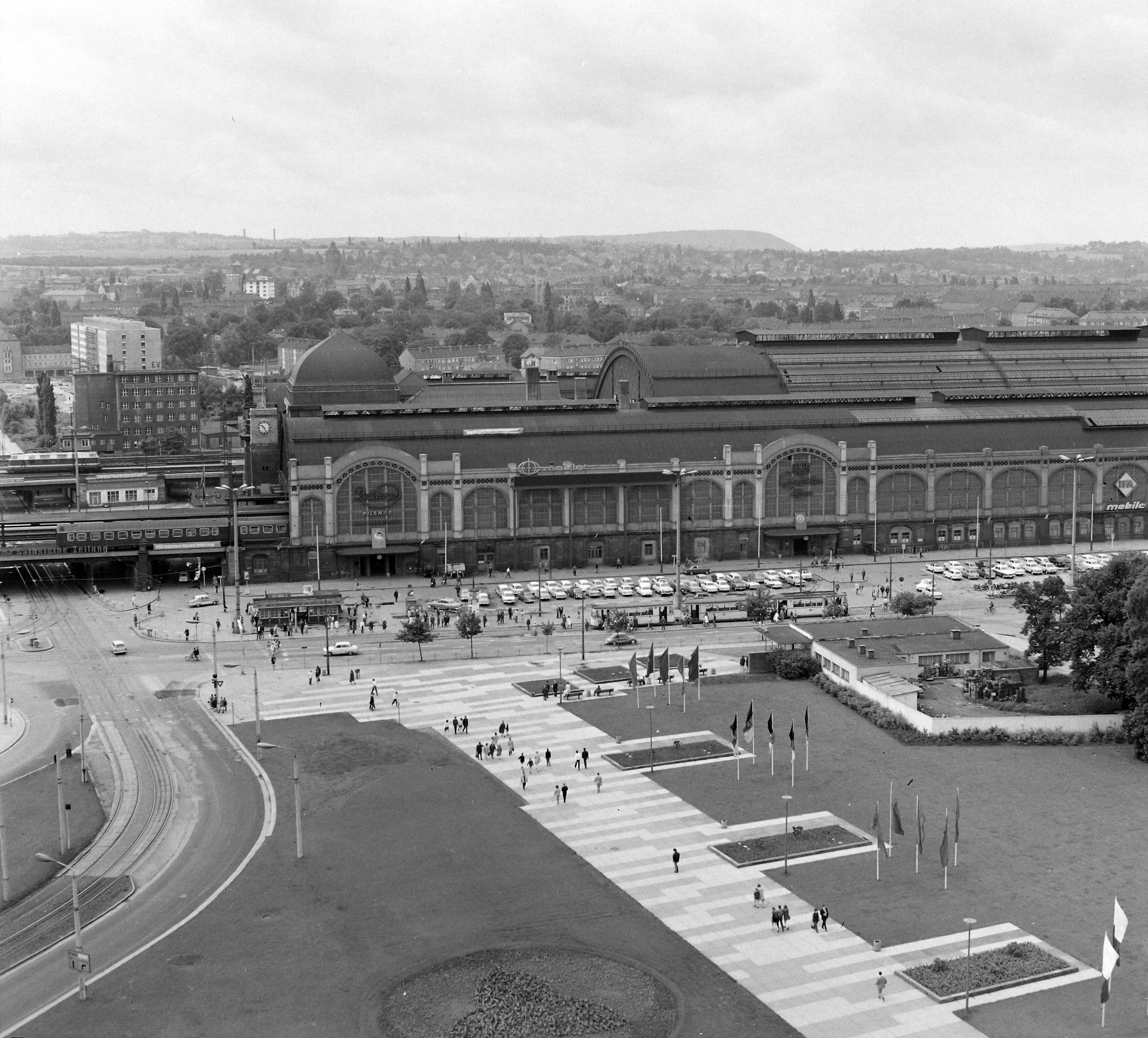
Wiener Platz 1971 mit ebenerdiger Führung allen Verkehrs

Mit der nach den Kriegszerstörungen in der DDR völlig neu trassierten, östlich das Stadtzentrum tangierenden Nord-Süd-Verbindung Leningrader Straße (heutige St. Petersburger Straße) sowie dem avisierten Ausbau des 26er Rings zum leistungsfähigen Stadtring nahm die Bedeutung des Verkehrsknotenpunktes weiter zu. Zugleich kam dem Wiener Platz mit dem Wiederaufbau der Prager Straße eine Auftaktfunktion zum nach Gesichtspunkten der sozialistischen Moderne neugestalteten Teil der Dresdner Innenstadt zu.

## Planung

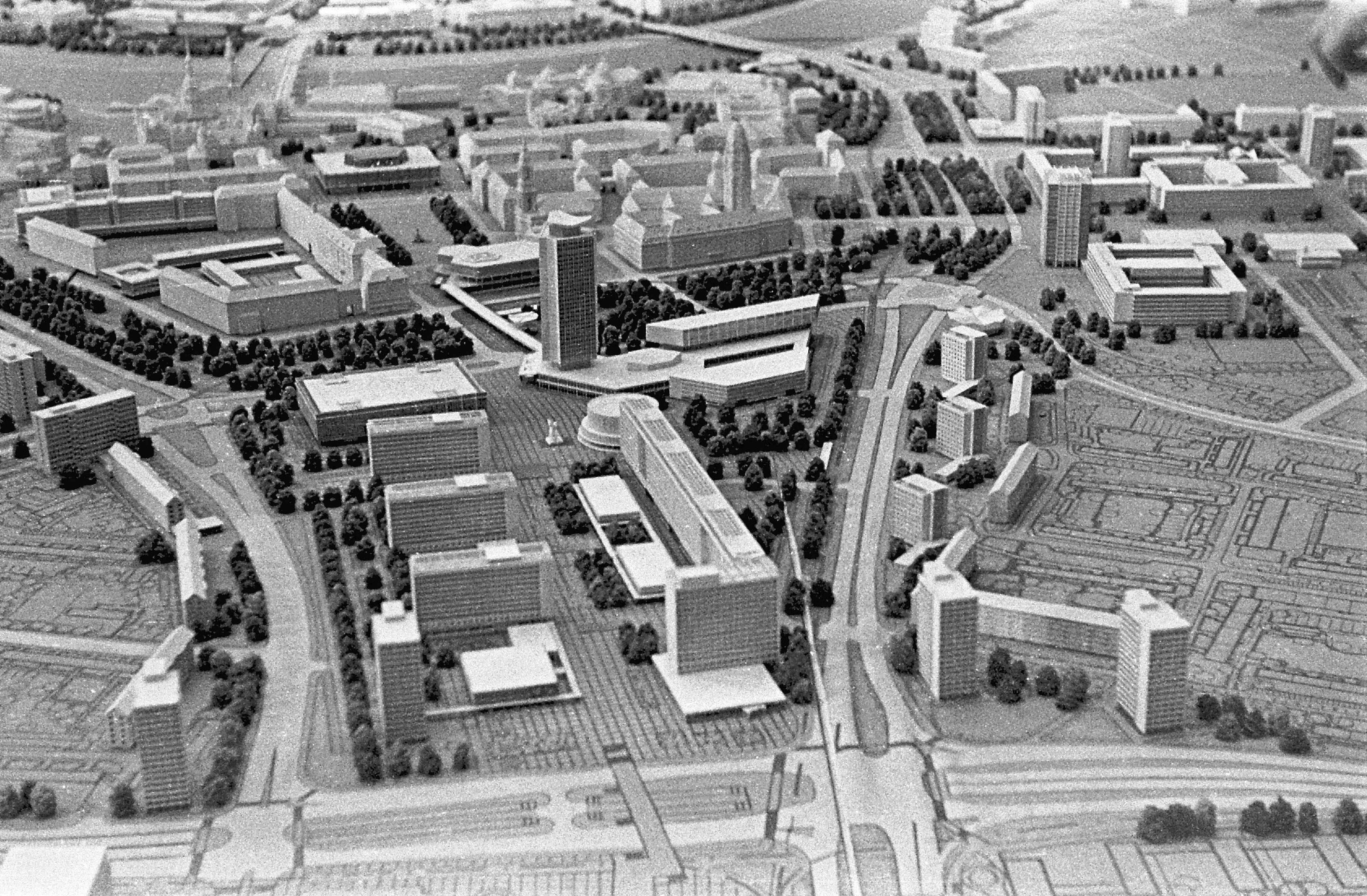
Stadtmodell von 1970 mit geplantem Straßentunnel unter dem Wiener Platz

Im Zuge der Planungen zum 26er Ring wurden Varianten zur Verkehrsführung am Wiener Platz untersucht, die auch einen Straßentunnel zwischen der Dr.-Karl-Rüdrich-Straße (Reitbahnstraße) und dem östlichen Wiener Platz vorsahen. Aus Kostengründen wurde die Realisierung eines Straßentunnels im Zuge der detaillierten Planungen in den Jahren 1983 und 1984 fallengelassen, die gewählte ebenerdige Lösung aber für eine mögliche Tunnelnachrüstung ausgelegt.
Die Deutsche Wiedervereinigung verhinderte die Ausführung der Pläne, die letztlich verworfen wurden. Im Jahr 1990 erarbeitete eine Expertengruppe aus 19 Varianten eine Vorzugslösung mit einem 720 Meter langen Ost-West-Straßentunnel unter dem Wiener Platz als Kernbestandteil. Im Jahr 1991 wurden erste Beschlüsse zur Tunnellösung gefasst, sodass bei der Begradigung der St. Petersburger Straße zwischen den Bahnbrücken und der Sidonienstraße bis 1992 bereits ein 100 Meter langes Teilstück des Tunnels gebaut werden konnte. Die darüber hinausgehende Ausgestaltung des Tunnels stand zu diesem Zeitpunkt noch nicht fest. In der Diskussion befanden sich noch drei Varianten, die einen kurzen Tunnel, einen langen Tunnel sowie noch einmal eine ebenerdige Lösung vorsahen. Im November 1992 beschloss die Stadtverordnetenversammlung die Realisierung einer Tunnellösung sowie Ende Januar 1993 deren Ausgestaltung. Der baurechtliche Rahmen für den Tunnel wurde dann im „Bebauungsplan Dresden-Altstadt I, Nr. 102, Unterfahrung des Wiener Platzes durch einen Straßentunnel“ geschaffen.

## Bau und Betrieb

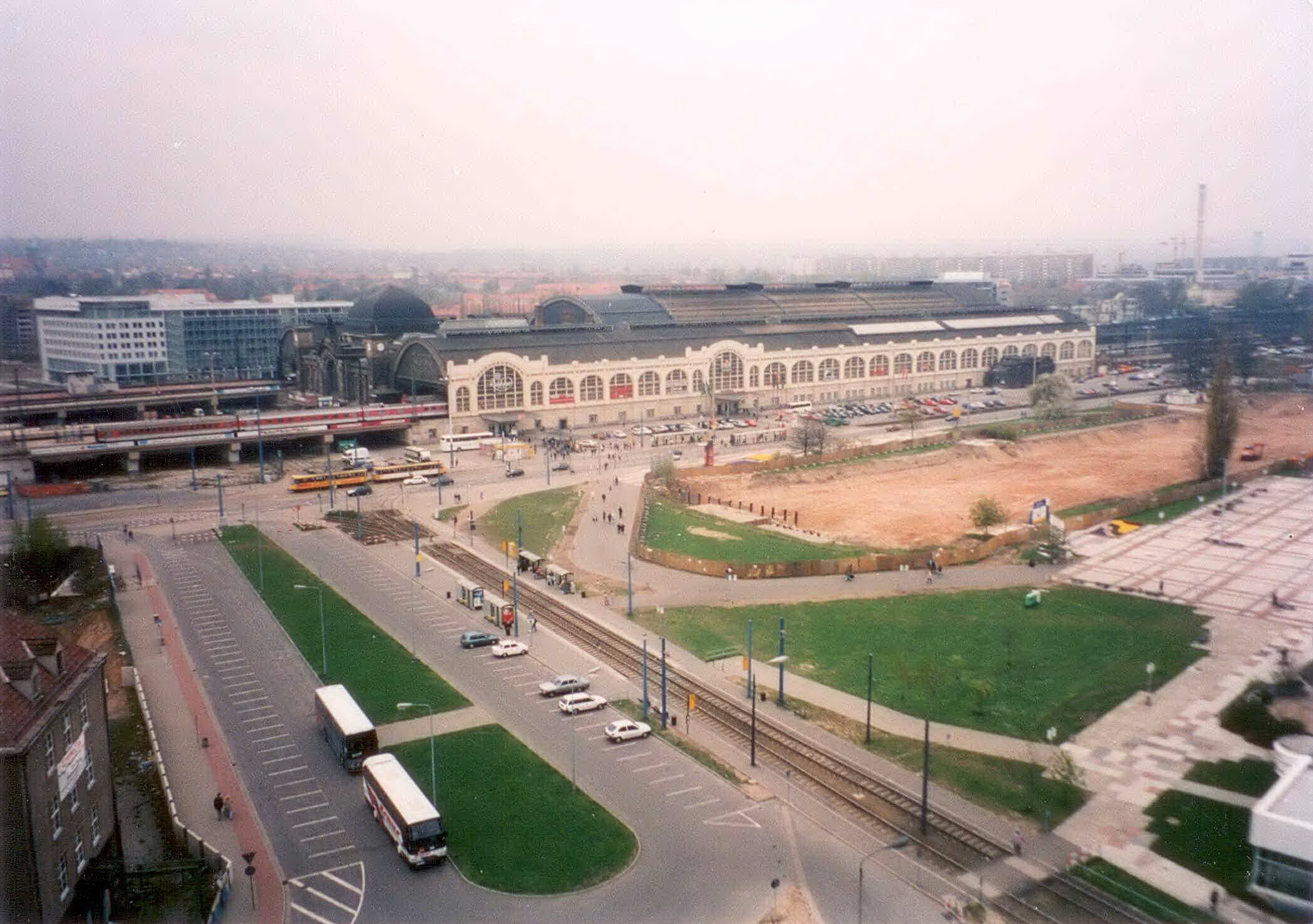
Wiener Platz 1997: Beginn des Tunnelbaus, unterhalb der St. Petersburger Straße ist der Tunnel in Bauvorleistung errichtet worden.

Bauvorbereitend waren ab Ende 1997 um das Baufeld des Wiener Platzes auf 1,1 km Länge Spundbohlen in den Boden eingebracht worden, um Eindringen von Grundwasser in die Baugrube zu verhindern. Das Grundwasser wurde abgepumpt, über oberirdische temporäre Rohrleitungen zum Ferdinandplatz gebracht und dort wieder versickert. Parallel war das Dükern eines unterhalb der Reitbahnstraße und damit im Bereich des westlichen Tunnelportals befindlichen Abwasserhauptsammlers erforderlich. Dieser wurde als Luftkissendüker mit einem 108 Meter langen Abwassertunnel zwischen zwei Siphons realisiert. Der Düker wurde in den Jahren 1998 und 1999 errichtet und kann einen Durchfluss von etwa 8.800 Liter pro Sekunde bewältigen.
Baubeginn für den in offener Bauweise errichteten Tunnel war im Frühjahr 1998. Im Oktober war die Baugrube fertig ausgehoben. Die Nordröhre wurde Anfang September 2000, die Südröhre im Dezember 2000 fertiggestellt. Während der Bauarbeiten wurden vier Fliegerbomben aus dem Zweiten Weltkrieg gefunden, von denen drei entschärft werden konnten, eine musste gesprengt werden.
Mit der Verkehrsfreigabe des Tunnels war sämtlicher Kfz-Verkehr in West-Ost-Richtung vom Wiener Platz verlagert worden, was Voraussetzung für die folgende Neugestaltung und Teilbebauung der in der DDR großzügig bemessenen Platzfläche war. Auf dem Platz verblieb die Straßenbahnstrecke mit der Haltestelle Hauptbahnhof, die ebenso unter zeitgemäßen Aspekten neugestaltet wurde.

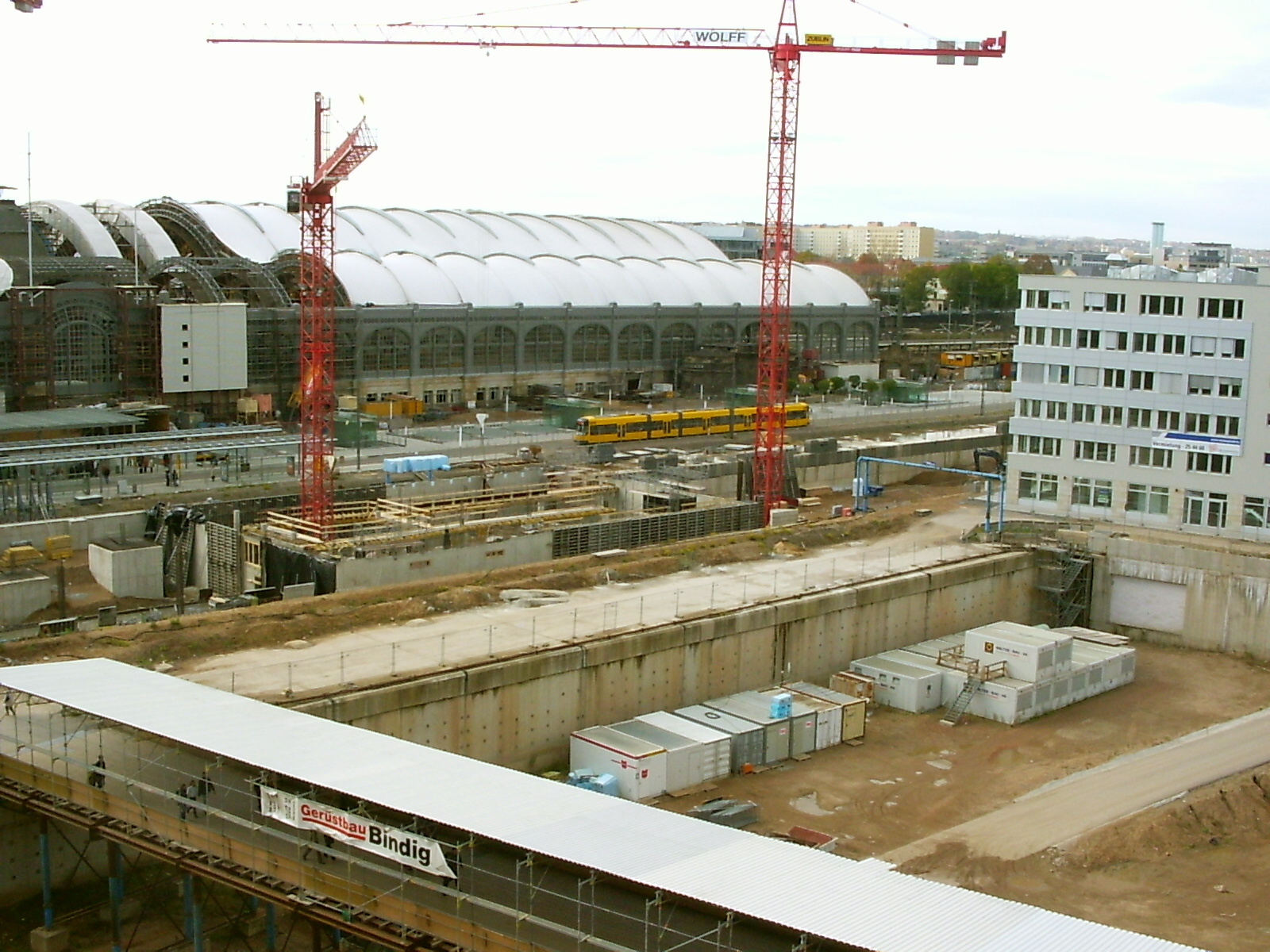
„Wiener Loch“ im Jahr 2004 mit Baustelle des Glaskugelhauses, in Bildmitte die Röhre des Tunnels

Die Hauptröhre des Tunnels unter dem Wiener Platz wurde nach der Fertigstellung im Zuge der Umgestaltung des Platzes mit Gebäuden und Freiflächen für nichtmotorisierten Verkehr überbaut. Lediglich am „Wiener Loch“, einem längere Zeit unbebauten Quartier, blieb die nördliche Seitenwand des Tunnels noch bis Mitte der 2010er Jahre zu sehen. Bis zur Bebauung des Wiener Lochs musste außerdem das vor dem Tunnelbau begonnene Abpumpen des Grundwassers aufrechterhalten werden sowie die Spundbohlen im Untergrund verbleiben. Die Pumpanlagen wurden anschließend schrittweise abgeschaltet und das Grundwasser so allmählich wieder angehoben, die Spundwände bis Anfang 2017 entfernt.
Der westlich des Tunnels gelegene Anschlussbereich der Ammonstraße sowie der Brücke Budapester Straße inklusive der Anbindung der Reitbahnstraße war bis 2002 vierbahnig-zweistreifig ausgebaut. Der Ausbau der Verkehrszugs Wiener Straße/Sidonienstraße erfolgte dann bis 2003.

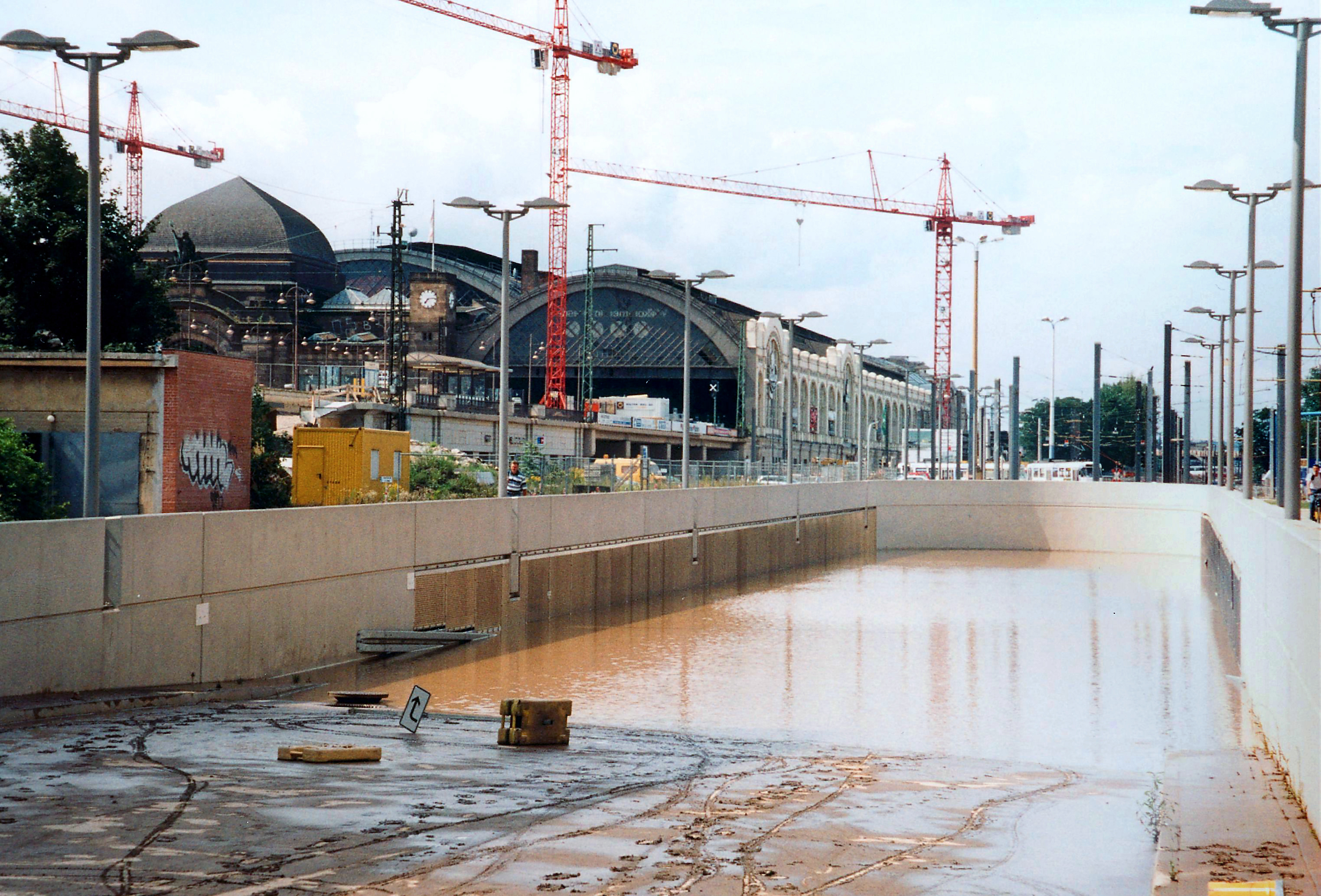
Überflutetes Portal an der Wiener Straße am 15. August 2002

Während des Elbhochwassers im August 2002 wurden der wenige Jahre alte Tunnel sowie die daneben befindlichen Baugruben des Wiener Platzes komplett überflutet. Infolgedessen musste die zerstörte Tunneltechnik ersetzt werden, ehe der Tunnel 2003 wieder für den Verkehr freigegeben werden konnte.
Die Betriebszentrale des Tunnels befindet sich östlich der St. Petersburger Straße zwischen den Tunnelröhren in der -1-Ebene.

## Bauliche und verkehrliche Beschreibung
Der Tunnel besteht aus zwei Röhren. Die Nordröhre hat eine Länge von etwa 340 Metern, die Südröhre ist etwa 500 Meter lang. Beide Röhren verlaufen ausgehend vom westlichen Tunnelportal zunächst parallel sieben Meter unterhalb des Wiener Platzes. Die Südröhre liegt dabei direkt nördlich der ersten Gebäudereihe am Platz unterhalb der Fußgängerzone, die Nordröhre ist durch die nördlich benachbarte Gebäudereihe überbaut. Auf Höhe der Prager Straße beschreibt die Südröhre einen Rechts-Links-Bogen und endet in Verlängerung der Wiener Straße, während die Nordröhre weitgehend gerade weiterverläuft und schräg in die Sidonienstraße einmündet.

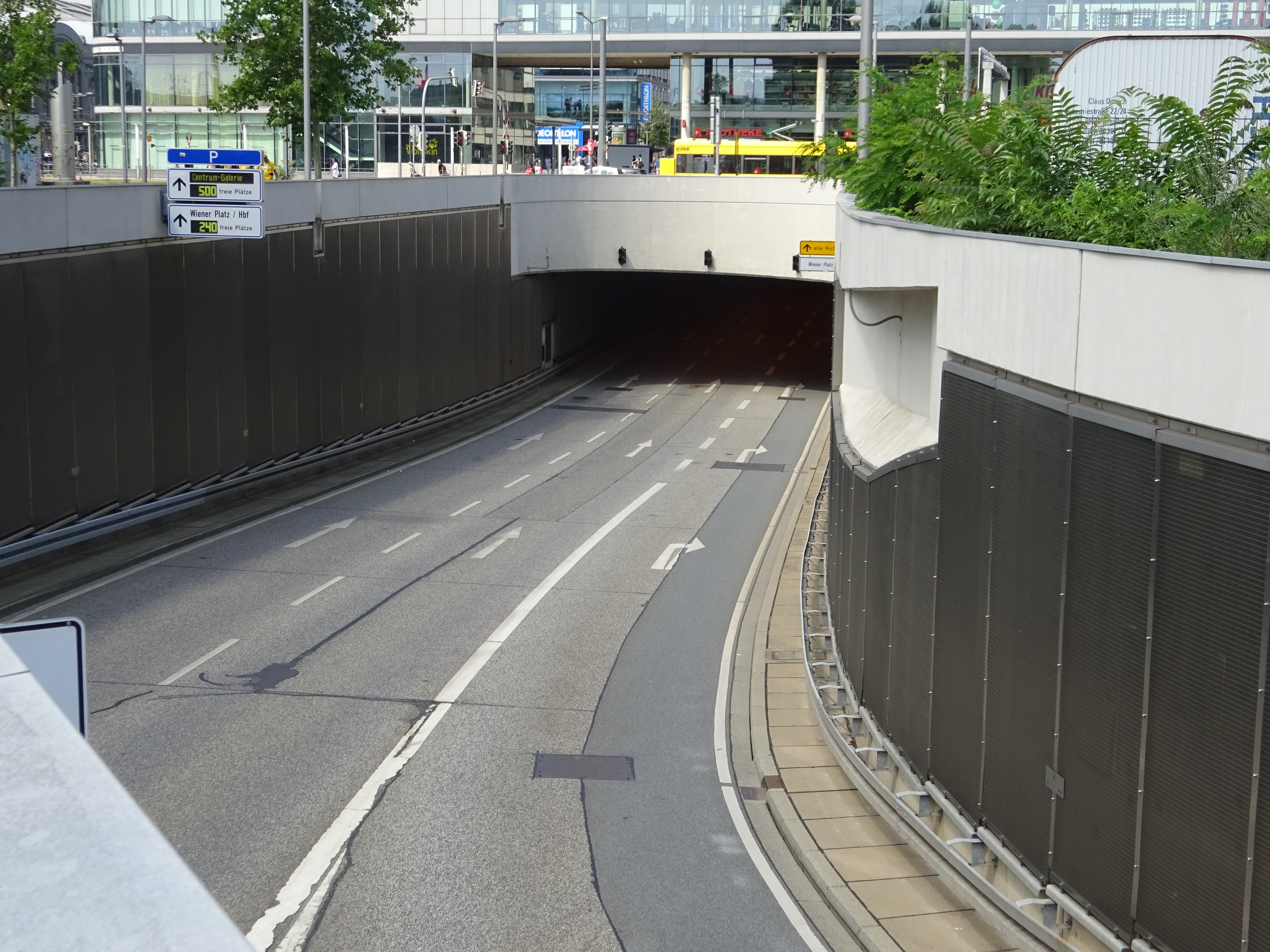
Tunnelportal an der Sidonienstraße mit Abzweig zu den Tiefgaragen der Gebäude des nördlichen Wiener Platzes

Die Nordröhre nimmt den Verkehr im Ost-West-Richtung von der Wiener Straße über die Sidonienstraße Richtung Ammonstraße auf. Dazu geht die nördliche Richtungsfahrbahn der zweibahnigen Wiener Straße zunächst direkt in die Sidonienstraße über, die dann nach links auf die Rampe zum Tunnel abknickt, während über einen Abzweig nach rechts die Anbindung an die St. Petersburger Straße hergestellt wird. Von der St. Petersburger Straße kommend wird die Sidonienstraße über eine Rampe im Rechtsbogen um das Siemenshaus herumgeführt und kurz vor dem Portal an den Tunnel angeschlossen. Die Nordröhre ist hier zunächst dreistreifig mit zwei Geradeaus- und einem Abbiegestreifen zur Tiefgarage. Nach dem Abzweig ist der Tunnel zweistreifig, bis kurz vor dem westlichen Tunnelportal der Einfädelstreifen der Tiefgaragenausfahrt angebunden wird. Anschließend wird die Straße über eine Rampe wieder bis etwa auf Höhe des ehemaligen Verwaltungsgebäudes der Reichsbahndirektion wieder auf Geländeniveau gebracht. Dort schließen sich dann die bereits in der DDR angelegten und im Zuge des Tunnelbaus leicht angepassten Rampen zur Brücke Budapester Straße an.

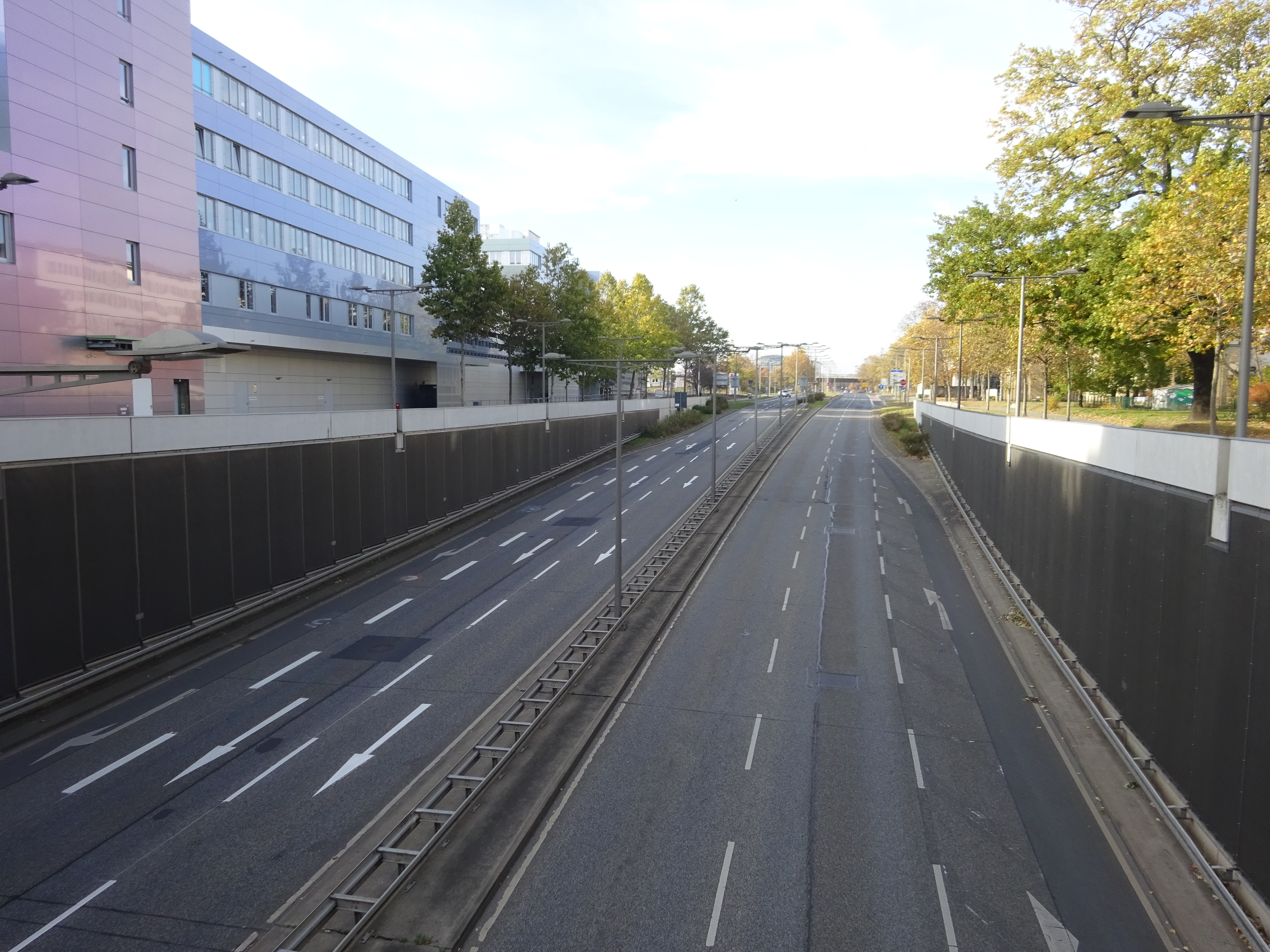
Blick von oberhalb des Westportals auf die Rampen zur Ammonstraße

Die Südröhre dient dem Verkehr in West-Ost-Richtung von Ammonstraße und der Brücke Budapester Straße in Richtung Wiener Platz und Wiener Straße. Kurz hinter dem westlichen Tunnelportal zweigt von der weitgehend dreistreifig ausgeführten Rampe der Abbiegestreifen zur Tiefgarage Wiener Platz/Hauptbahnhof ab und der Tunnel ist auch in der Südröhre zunächst zweistreifig. Kurz vor dem Beginn des Rechts-Links-Bogens trifft die Tiefgaragenausfahrt auf die Tunnelstrecke. Diese wird dann dreistreifig bis zum Tunnelende weitergeführt; der rechte Fahrstreifen dient als Abbiegestreifen in die Andreas-Schubert-Straße, die zusammen mit der Strehlener Straße die Anbindung des Tunnels an die St. Petersburger/Fritz-Löffler-Straße ermöglicht. Am Rampenende geht der Tunnel in die südliche Richtungsfahrbahn der Wiener Straße über.
Die Anbindung der Reitbahnstraße sowie der Westseite des Wiener Platzes wird mit Parallelfahrbahnen neben den Rampen zum westlichen Tunnelportal realisiert.
Die lichte Weite des Tunnels beträgt in den zweistreifigen Abschnitten 9,50 Meter, in den dreistreifigen Abschnitten 13,00 Meter.